# 布里 (北部省)
布里（法語：Bry，法語發音：[bʁi]）是法国上法兰西大区北部省的一个市镇，位于该省东部，属于埃尔普河畔阿韦讷区。

## 地理
布里（50°19'5"N, 3°40'46"E）面积2.88 平方千米，位于法国上法蘭西大區北部省，该省份为法国最北部的省份及最长的省份，西北濒北海，西接加来海峡省，南至埃纳省和索姆省，东与比利时接壤。
与布里接壤的市镇（或旧市镇、城区）包括：大瓦尔尼、小瓦尔尼、埃特、奥内勒。

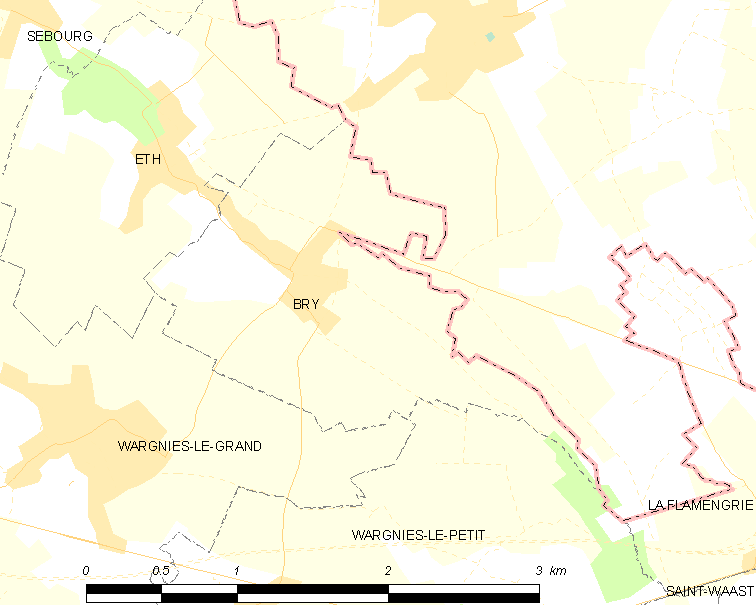
的OSM定位图

布里的时区为UTC+01:00、UTC+02:00（夏令时）。

## 行政
布里的邮政编码为59144，INSEE市镇编码为59116。

## 政治
布里所属的省级选区为欧努瓦-艾姆里县。

## 人口

1962-2008年间人口变化图示

布里于2022年1月1日时的人口数量为400人。